# Meifuïta
La meifuïta és un mineral de la classe dels silicats. Rep el nom en honor de Mei-fu Zhou, del Laboratori Estatal Clau de Geoquímica de Dipòsits de Mineral de Guiyang (Xina).

## Característiques
La meifuïta és un silicat de fórmula química KFe₆(Si₇Al)O₁₉(OH)₄Cl₂. Va ser aprovada com a espècie vàlida per l'Associació Mineralògica Internacional l'any 2020, sent publicada l'any 2021. Cristal·litza en el sistema triclínic.
Les mostres que van servir per a determinar l'espècie, el que es coneix com a material tipus, es troben conservades a les col·leccions mineralògiques del museu de geologia del departament de geociències de la Universitat de Wisconsin, als Estats Units, amb els números de catàleg: uwgm 6859, uwgm 6860 i uwgm 6861.

## Formació i jaciments
Va ser descoberta al dipòsit de ferro, coure i terres rares de Yinachang, al comtat de Wuding (Yunnan, República Popular de la Xina). Aquest dipòsit xinès és l'únic indret de tot el planeta on ha estat descrita aquesta espècie mineral.